# Communauté de communes du Pays des Couleurs
Die Communauté de communes du Pays des Couleurs ist ein ehemaliger französischer Gemeindeverband mit Rechtsform einer Communauté de communes im Département Isère, dessen Verwaltungssitz sich in dem Ort Morestel befand. Der Ende 2000 gegründete Gemeindeverband bestand aus 18 Gemeinden auf einer Fläche von 291,6 km2.

## Aufgaben
Zu den vorgeschriebenen Kompetenzen gehörten die Entwicklung und Förderung wirtschaftlicher Aktivitäten und des Tourismus sowie die Raumplanung auf Basis eines Schéma de Cohérence Territoriale. Der Gemeindeverband betrieb die Müllabfuhr und war in gemeindeübergreifenden Sozial- und Kulturangelegenheiten tätig. Zusätzlich bestimmte der Verband die Wohnungsbaupolitik.

## Historische Entwicklung
Mit Wirkung vom 1. Januar 2017 fusionierte der Gemeindeverband mit der Communauté de communes de l’Isle-Crémieu und der Communauté de communes Les Balmes Dauphinoises und bildete so die Nachfolgeorganisation Communauté de communes Les Balcons du Dauphiné.

## Ehemalige Mitgliedsgemeinden
Folgende Gemeinden gehörten der Communauté de communes du Pays des Couleurs an:
| Gemeinde                       | Einwohner 1. Januar 2022 | Fläche km² | Dichte Einw./km² | Code INSEE | Postleitzahl |
| ------------------------------ | ------------------------ | ---------- | ---------------- | ---------- | ------------ |
| Arandon-Passins                | 1.858                    | 26,1       | 71               | 38297      | 38510        |
| Bouvesse-Quirieu               | 1.493                    | 17,5       | 85               | 38054      | 38390        |
| Brangues                       | 620                      | 11,7       | 53               | 38055      | 38510        |
| Charette                       | 435                      | 11,3       | 38               | 38083      | 38390        |
| Corbelin                       | 2.368                    | 12,0       | 197              | 38124      | 38630        |
| Courtenay                      | 1.288                    | 32,1       | 40               | 38135      | 38510        |
| Creys-Mépieu                   | 1.576                    | 29,0       | 54               | 38139      | 38510        |
| Le Bouchage                    | 648                      | 11,2       | 58               | 38050      | 38510        |
| Les Avenières Veyrins-Thuellin | 7.699                    | 30,0       | 257              | 38022      | 38630        |
| Montalieu-Vercieu              | 3.508                    | 8,7        | 403              | 38247      | 38390        |
| Morestel                       | 4.416                    | 8,0        | 552              | 38261      | 38510        |
| Parmilieu                      | 727                      | 12,8       | 57               | 38295      | 38390        |
| Porcieu-Amblagnieu             | 1.792                    | 15,8       | 113              | 38320      | 38390        |
| Saint-Sorlin-de-Morestel       | 613                      | 5,4        | 114              | 38458      | 38510        |
| Saint-Victor-de-Morestel       | 1.142                    | 13,1       | 87               | 38465      | 38510        |
| Sermérieu                      | 1.642                    | 17,1       | 96               | 38483      | 38510        |
| Vasselin                       | 462                      | 3,9        | 118              | 38525      | 38890        |
| Vézeronce-Curtin               | 2.217                    | 14,4       | 154              | 38543      | 38510        |